# Roy Stephenson
Roy Stephenson (Crook, 27 maggio 1932 – Ipswich, 4 febbraio 2000) è stato un calciatore inglese, di ruolo centrocampista.

## Caratteristiche tecniche
Era un'ala destra.

## Carriera
Esordisce tra i professionisti nella stagione 1949-1950, all'età di 17 anni, giocando 4 partite nella prima divisione inglese con il Burnley; l'anno seguente, appena maggiorenne, gioca invece 18 partite e realizza le sue prime 6 reti in carriera tra i professionisti. Nonostante questa buona stagione negli anni seguenti trova poca continuità, giocando rispettivamente 7 e 6 partite nei campionati 1951-1952 e 1952-1953. Nella stagione 1953-1954 gioca invece 13 partite, in cui segna 7 reti; l'anno seguente viene impiegato con continuità leggermente maggiore, facendo registrare 22 presenze, nelle quali segna anche 10 reti. Rimane poi al Burnley anche nella stagione 1955-1956, in cui realizza 3 reti in 8 partite di campionato: in generale, in sette anni di permanenza con i Clarets totalizza quindi 78 presenze e 27 reti nella prima divisione inglese. Nell'estate del 1956 scende di categoria e va a giocare in seconda divisione al Rotherham Utd, con cui realizza 14 reti in 43 partite di campionato; nella stagione 1956-1957 con 4 reti in 16 presenze contribuisce invece alla promozione in prima divisione del Blackburn, club con cui poi nella prima metà della stagione 1958-1959 realizza una rete in 5 presenze in massima serie, salvo poi trasferirsi al Leicester City, con cui termina l'annata giocando ulteriori 10 partite nel campionato di First Division. Rimane alle Foxes anche nella prima parte della stagione 1960-1961, in cui gioca 2 partite, per poi trasferirsi a stagione iniziata all'Ipswich Town, dove con 9 reti in 33 presenze contribuisce alla vittoria del campionato di seconda divisione. Riveste poi un ruolo importante (41 presenze e 7 reti) anche nella stagione 1961-1962, in cui il club, pur da neopromosso, vince il campionato. L'anno seguente, invece, oltre a scendere in campo nel Charity Shield (perso con il punteggio di 5-1 contro il Tottenham; suo peraltro è l'unico gol messo a segno dall'Ipswich Town nell'incontro) ed in 4 partite di Coppa dei Campioni (ovvero tutte quelle disputate dal club in quell'edizione della competizione), realizza 5 reti in 41 partite di campionato, a cui aggiunge ulteriori 22 presenze nella stagione 1963-1964, che si conclude con la retrocessione dell'Ipswich Town in seconda divisione, categoria nella quale Stephenson nella stagione 1964-1965 gioca infine 5 partite. Chiude poi la carriera giocando per una stagione con i semiprofessionisti del Lowestoft Town.
In carriera ha totalizzato complessivamente 298 presenze e 67 reti nei campionati della Football League.

## Palmarès

### Club

#### Competizioni nazionali
- Campionato inglese: 1

Ipswich Town: 1961-1962
- Campionato inglese di seconda divisione: 1

Ipswich Town: 1960-1961